# Ljungby statliga allmänna gymnasium och realskola
Ljungby statliga allmänna gymnasium och realskola var ett läroverk i Ljungby verksamt från 1918 till 1968.

## Historia
1915 bildades en högre folkskola som 1918 ombildades till en kommunal mellanskola, 1928 omvandlad till en samrealskola.
1958 tillkom ett kommunalt gymnasium som förstatligades med början 1961 och därefter benämndes skolan Ljungby statliga allmänna gymnasium och realskola. Skolan kommunaliserades 1966 och gymnasiet nu med namnet Sunnerboskolan flyttade 1968 till nya lokaler, den kvarvarande delen blev Kungshögsskolan, där realskolebyggnaden sedan revs 2011.  Studentexamen gavs från 1961 till 1968 och realexamen från 1918 till omkring 1970.